# Atomism
Atomismul sau „Atomismus” este o teorie cosmologică, după care universul este compus din atomi (greacă atom - indivizibil). Se credea că atomii sunt indivizibili și nu se pot transforma niciodată. Această concepție a apărut prin anii 500 î.Hr. adepții ei fiind filozofii greci Leucip și Democrit, care a fost dezvoltată mai departe în secolul IV  î.Hr. de Epicur. Filozoful și poetul roman Titus Lucretius Carus în versurile lui din „De rerum natura” folosește sinonimul atomism - epicurism. O teorie mai veche din secolul VI î.Hr. din timpul lui Empedocle și Aristotel, considera materia ca elementul de origine a universului și care este formată din pământ, foc, aer și apă.
În epoca modernă, prin operele lui Lomonosov, Avogadro, Butlerov și Mendeleev se precizează tot mai clar conceptul de moleculă formată din unul sau mai mulți atomi, se stabilesc formulele chimice și structurale ale diferitelor substanțe, obținându-se o teorie structurală a materiei. Atomismul este, așadar, teoria științifică modernă a structurii și proprietăților atomilor.
Descoperirea radiației catodice și a radiației anodice, precum și a radioactivității, confirmă faptul că atomul are la rândul său o structură complexă.
Descoperirea particulelor elementare și mecanica cuantică demonstrează caracterul divizibil al atomului și posibilitatea cunoașterii microcosmosului.